# Rhamnous

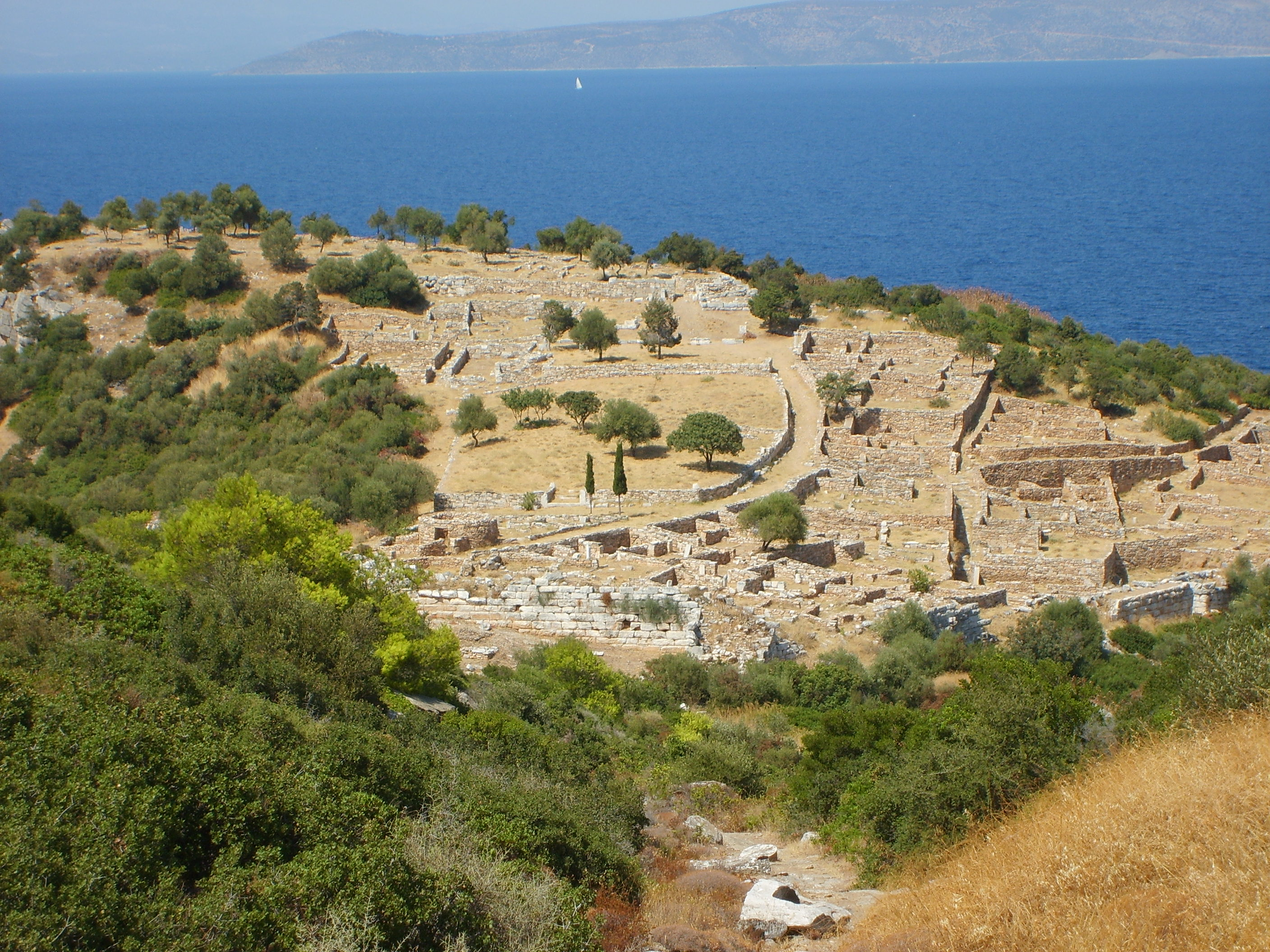
Rhamnous, archäologische Stätte des Nemesis-Heiligtums

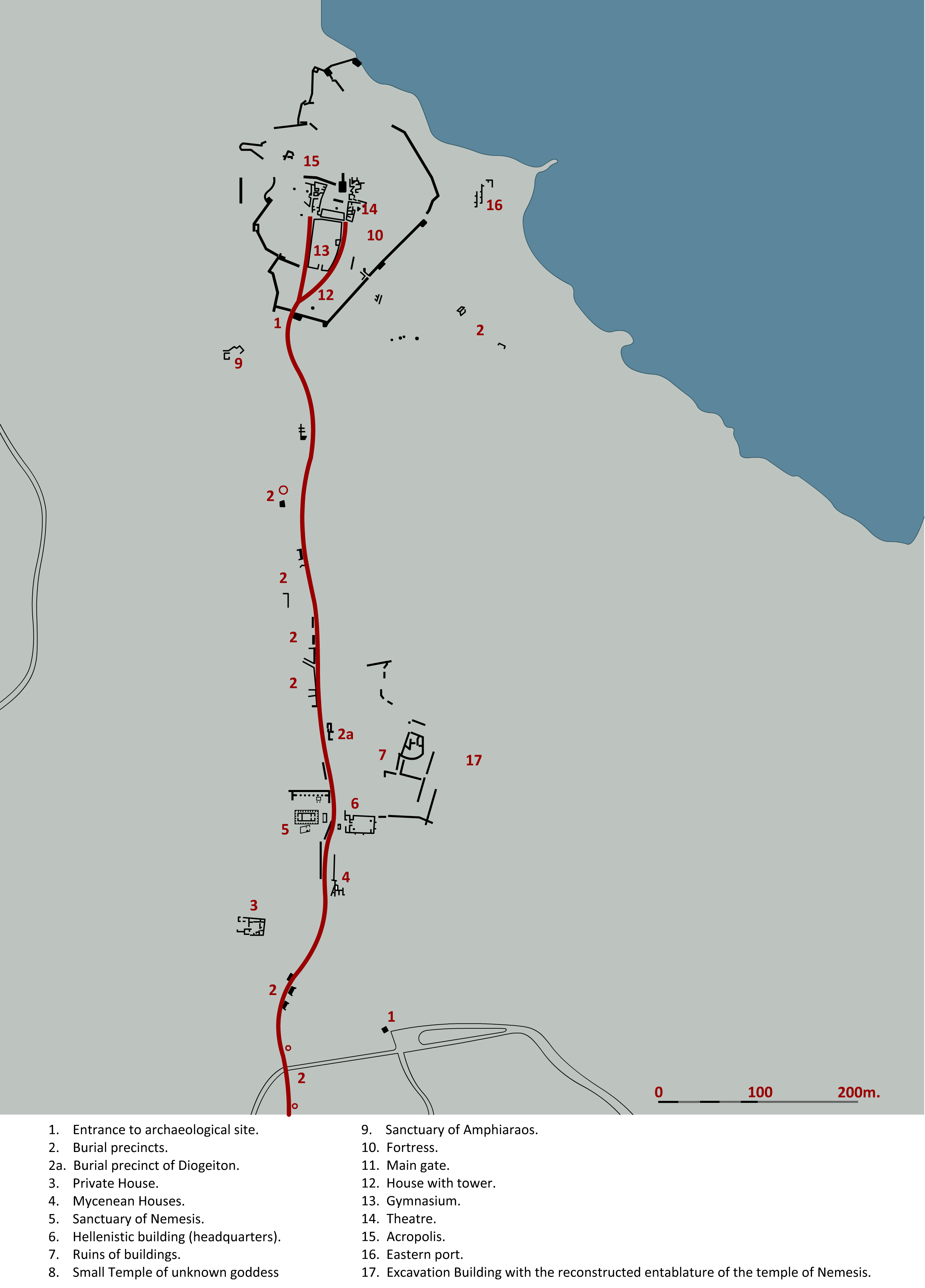
Plan von Rhamnous

Rhamnous (altgriechisch Ῥαμνοῦς, neugriechisch Ραμνούντας) ist eine archäologische Stätte nahe der Nordostküste Attikas. Hier befand sich eine Kultstätte der Nemesis, Göttin der ausgleichenden Gerechtigkeit und des gerechten Zorns (die zur Rachegöttin wurde), die hier zusammen mit Themis verehrt wurde.
Der Name Rhamnous leitet sich von griech. „rhamnos“ = Weißdorn ab, einem hier häufig vorkommenden Strauch.

## Lage
Auf einem sanften Hügel über dem Golf von Euböa lag der antike Demos Rhamnous, von dem die Reste eines Theaters und die Fundamente einiger Wohnhäuser erhalten geblieben sind.
Das Heiligtum der beiden Göttinnen liegt südlich der Akropolis der antiken Gemeinde, 39 km nordöstlich von Athen und zwölf Kilometer nördlich von Marathon, auf einer künstlich angelegten von einer Stützmauer gehaltenen Plattform am Hang.

## Geschichte
Rhamnous wurde schon im 5. Jahrhundert v. Chr. als Außenposten befestigt und im 4. Jahrhundert zur Küstenfestung ausgebaut. Die Befestigungen umfassten ein Areal von etwa 230 × 270 m. Die Mauern wurden aus polygonalen Marmorblöcken von Agia Marina errichtet. Die Festung hatte strategische Bedeutung zum Schutze der Schifffahrt im Euripos. Im Schutze der befestigten Akropolis lagen zwei kleine Häfen – einer auf jeder Seite des befestigten Hügels – über die Athen im Peloponnesischen Krieg Getreide einführte. In der Festung befand sich eine Garnison junger athenischer Epheben.
Der Ort, aus dem der Redner Antiphon von Rhamnus (* um 480 vor Chr.) stammte, war bis ins 2. Jahrhundert nach Chr. eine beliebte Sommerfrische der Athener.

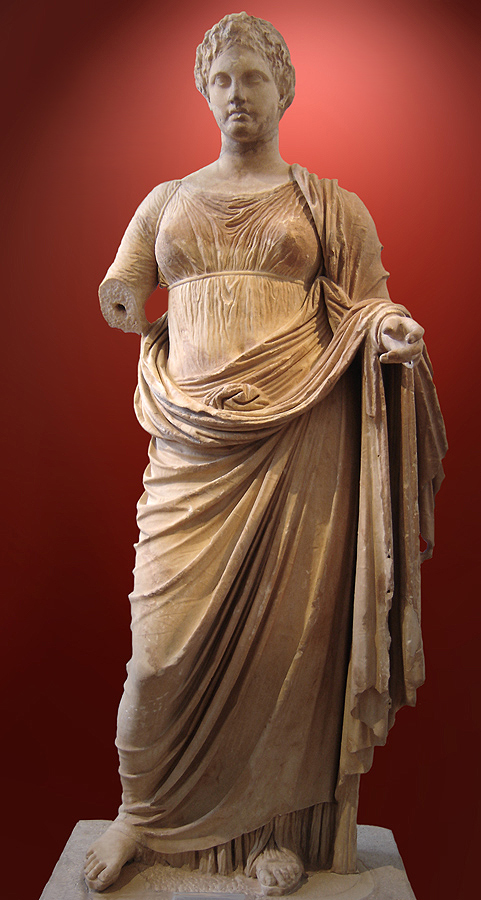
Chairestratos: Themis. Marmor, 300 vor Chr., gefunden in Rhamnous. Archäologisches Nationalmuseum Athen

Schon in der Antike war der Ort wegen seines schon von Pausanias beschriebenen Heiligtums, einer der ältesten Kultstätten der Rachegöttin Nemesis, bekannt. Nemesis galt den Griechen vor allem als Begriff und vergöttlichte Personifikation des sittlichen Rechtsgefühls und der gerechten Vergeltung.
Im frühen 5. Jahrhundert vor Chr. wurde ein kleiner Tempel (6,15 × 9,9 m) errichtet, dessen polygonales Mauerwerk heute unmittelbar neben der Ruine des Nemesis-Tempels noch in einer Höhe von 2 m ansteht. Zum Bau wurde ein lokaler dunkler Marmor verwendet. Nach Weihinschriften auf zwei Marmorsesseln war dieser Tempel sowohl der Rachegöttin Nemesis als auch der Themis geweiht, die die gerechte Ordnung personifizierte. Eine Themis-Statue und verschiedene andere Weihegaben wurden in der Cella ausgegraben.
Eine 1989 aufgefundene Inschrift aus dem Nemesis-Tempel zeigt, dass der hellenistische König Antigonos II. Gonatas im 3. Jahrhundert vor Chr. gemeinsam mit der Göttin Nemesis in Rhamnous kultische Ehren von den Athenern erhielt. Auch in römischer Zeit erhielten Livia Augusta, die vergöttlichte Frau des Kaisers Augustus und Kaiser Claudius Widmungen. Im 2. Jahrhundert nach Chr. stiftete Herodes Atticus Büsten der Kaiser Mark Aurel und Lucius Verus sowie eine Statue seines Schülers Polydeukion.
Der Nemesis-Kult in Rhamnous wurde 399 nach Chr. durch den Erlass des byzantinischen Kaisers Arcadius beendet, der die Zerstörung der verbliebenen heidnischen Tempel anordnete.

## Der Nemesis-und-Themis-Tempel
Am Standort des Nemesis-und-Themis-Tempels wurde zunächst im 6. Jahrhundert ein Tempel mit zwei Säulen in antis (Antentempel) gebaut. Dieser wurde wohl 480 von den Persern zerstört.
Der zerstörte Tempel wurde im späten 5. Jahrhundert durch einen an gleicher Stelle erbauten 10,05 × 21,4 m großen Marmortempel ersetzt. Dieser wurde gegen 440 v. Chr. als dorischer Peripteros errichtet, während der Regierungszeit des Perikles, als auch der Parthenon in Athen erbaut wurde.

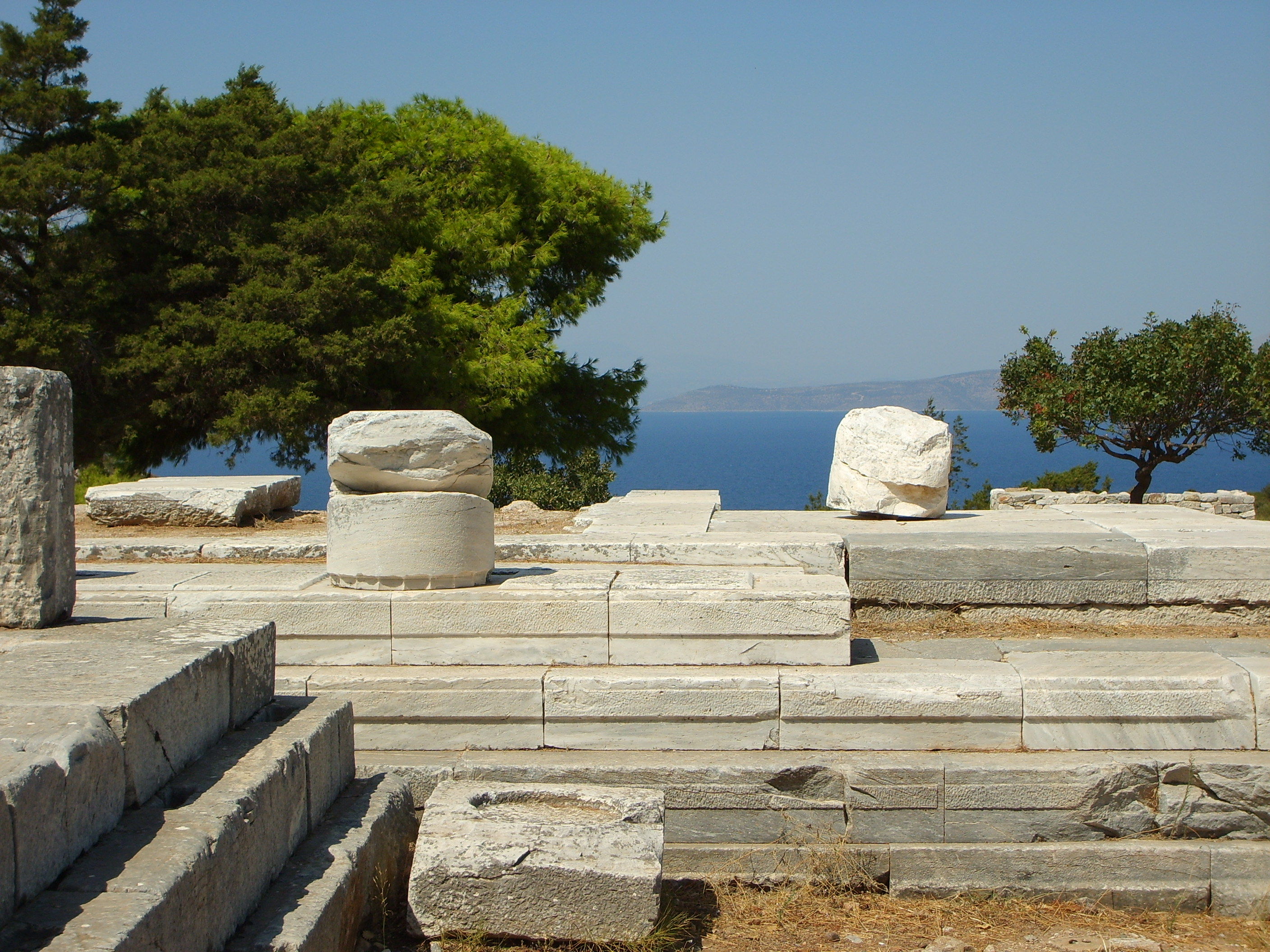
Tempel der Nemesis in Rhamnous

Der Grundriss mit umlaufendem Säulenkranz, davon je sechs Säulen an Vorder- und Rückseite, ist typisch für die Periode seiner Errichtung. Es wird vermutet, dass er von dem Architekten Kallikrates entworfen wurde, nach dessen Plänen auch der Tempel des Hephaistos in Athen, der Poseidon-Tempel am Kap Sounion und der Ares-Tempel in Acharnes gebaut wurde.
Die unterste Stufe des Stereobats wurde aus einem lokalen dunklen Marmor, der Rest des Bauwerks aus weißem Marmor errichtet.
Der nach 440 v. Chr. begonnene Bau wurde bei Ausbruch des Peloponnesischen Krieges (431 v. Chr.) kurz vor der Vollendung unterbrochen. Es gab keine Skulpturen an Giebel und Metopen, jedoch war das Dach mit figürlichen Akroterien verziert. An den Säulen fehlen die Kanelluren.

## Das Kultbild der Nemesis
Das in der Cella des Tempels auf einer reliefgeschmückten Basis errichtete Kultbild wird vom kaiserzeitlichen Reiseschriftsteller Pausanias als berühmtes Werk von kolossalen Ausmaßen beschrieben. Agorakritos von Paros, ein Meisterschüler des Phidias, habe es in parischem Marmor ausgeführt. Angeblich sei ein Marmorblock verwendet worden, den die siegesgewissen Perser schon für eine Triumphstele bereitgestellt hatten.
Zahlreiche aus Rhamnous stammende Marmorfragmente der Originalstatue wurden zusammen mit einem 44 cm hohen Kopffragment zur Rekonstruktion der 3,55 m hohen Statue verwendet; sie stand auf einem etwa 90 cm hohen und 240 cm breiten Sockel, den man ebenfalls aus originalen Fragmenten und mit Hilfe von römischen Reliefkopien rekonstruieren konnte. Originale Fragmente des in der Spätantike durch Christen zerschlagenen Kultbildes erlaubten die Identifizierung von insgesamt elf das Original in kleinerem Maßstab wiederholenden römischen Kopien. Die im klassischen Kontrapost stehende Göttin hielt in der vorgestreckten rechten Hand eine flache Opferschale (Phiale), in der gesenkten Linken einen Apfelzweig. Ein originales, aber stark verriebenes Fragment vom Kopf des Kultbildes im Britischen Museum macht die stilistische Nähe zu den zwischen 440 und 432 v. Chr. entstandenen Giebelskulpturen des Parthenon deutlich.

## Einzelbelege
1. ↑  Pausanias I, 33, 2.
2. ↑  "si qua in agris templa sunt, sine turba ac tumultu diruantur."

Koordinaten: 38° 13′ 4″ N, 24° 1′ 37″ O